# The Snake Bite
The Snake Bite è un cortometraggio muto del 1911 prodotto dalla Lubin Manufacturing Company. Il nome del regista non viene riportato nei credit del film.

## Produzione
Il film fu prodotto dalla Lubin Manufacturing Company.

## Distribuzione
Distribuito dalla General Film Company, il film - un cortometraggio in una bobina - uscì nelle sale statunitensi il 6 luglio 1911.